# Montselgues
Montselgues ist eine französische Gemeinde mit 86 Einwohnern (Stand 1. Januar 2022) im  Département Ardèche in der Region Auvergne-Rhône-Alpes.

## Geografie
Montselgues liegt auf einem Höhenzug zwischen den Tälern der Wildflüsse Thines und Borne und ist Teil des Regionalen Naturparks Monts d’Ardèche.

## Bevölkerung
| Jahr                       | 1962 | 1968 | 1975 | 1982 | 1990 | 1999 | 2006 | 2016 |
| -------------------------- | ---- | ---- | ---- | ---- | ---- | ---- | ---- | ---- |
| Einwohner                  | 124  | 113  | 73   | 80   | 69   | 76   | 90   | 84   |
| Quellen: Cassini und INSEE |      |      |      |      |      |      |      |      |